# Bolitoglossa macrinii
Espèce
Synonymes
- Oedipus macrinii Lafrentz, 1930

Statut de conservation UICN

 EN  : En danger
Bolitoglossa macrinii est une espèce d'urodèles de la famille des Plethodontidae.

## Répartition
Cette espèce est endémique de l'État d'Oaxaca au Mexique. Elle se rencontre entre San Gabriel Mixtepec et San Pedro Pochutla entre 1 500 et 2 500 m d'altitude sur le versant Pacifique de la sierra Madre del Sur.

## Étymologie
Cette espèce est nommée en l'honneur d'Emil Macrinius.

## Publication originale
- Lafrentz, 1930 : Beiträge zur Herpetologie Mexikos. III. Ein neuer plethodont-salamander aus Mexiko. Abhandlungen und Berichte aus dem Museum für Natur und Heimatkunde zu Magdeburg, vol. 6, p. 150-152.